# 巴特那縣
巴特那縣是印度的一個縣，位於該國東北部，由比哈爾邦負責管轄，面積3,202平方公里，每年平均降雨量1,130毫米，2011年人口5,772,804，人口密度每平方公里1,803人。